# Виза EB-5
EB-5 — государственная программа США EB-5 Immigrant Investor Program для получения иммиграционной визы в США, выдаваемой зарубежным инвесторам. Первоначальная версия инвестиционной иммиграционной программы была утверждена Законом Об Иммиграции в 1990 году, а в 1993 году Конгресс США принял ее новую версию  под названием "Пробная программа иммиграции". В 2012 году программа  EB-5 была продлена до 2015 года. В настоящее время действие программы продлено до 30 сентября 2020 года. Программа EB-5 утверждается ежегодно в составе федерального бюджета США до 1 октября. Аббревиатура  EB-5 расшифровывается как "employment-based fifth preference category" или "категория, основанная на создании рабочих мест, преференция номер пять".
С помощью программы EB-5 можно получить иммиграционную визу в США и «гринкарту» (вид на жительство), а затем по прошествии пяти лет и гражданство Соединенных Штатов Америки. Минимальный объём инвестиций в экономику США по данной программе в настоящее время составляет $800 тыс. долл.(с учётом поправки от 13.03.2022. Правовым актом Государственной Службы Гражданства и Иммиграции США (USCIS) 21 ноября 2019 г. минимальная сумма инвестиций была увеличена с $500 тыс. долл. до  $900 тыс. долл. Подавляющее большинство инвесторов-участников программы EB-5 инвестирует в проекты, находящиеся на так называемых целевых территориях занятости (англ. "ТЕА" или "Targeted Employment Area"), которые подразделяются на территории с повышенным уровнем безработицы (high unemployment areas) и сельские местности (rural areas). Такая динамика обусловлена тем, что минимальный уровень инвестиций в сумме $900 тыс. (после 21.11.2019 года) допускается законодательством только в проекты, расположенные на целевых территориях. В настоящее время (23.03.2020) в качестве целевых территорий допущены только сельские местности, поскольку методика определения территорий с повышенным уровнем безработицы не принята.
Первоначально программа EB-5 создавалась для увеличения притока иностранных инвестиций, создания рабочих мест и развития неблагополучных регионов страны.

## Объекты инвестирования для программы EB-5
- Частные инвестиции в собственное новое коммерческое предприятие;
- Частные инвестиции в новое коммерческое предприятие (в существующий проект) через Региональный центр .

## Преимущества
- Инвестору, чья петиция одобрена Государственной Службой, а также членам его семьи (общим количеством до 10 человек), супругу/супруге и детям в возрасте до 21, не состоящим в браке, предоставляется право на постоянное законное проживание в США;
- В требования по получению визы по программе EB-5 не входят: возраст, бизнес-образование, управленческие навыки, опыт и достижения, знание языков, которые зачастую встречаются в требованиях по другим визам;
- После въезда в США инвестор и члены его семьи получают «зеленую карту» (вид на жительство, статус постоянного жителя США);
- Инвестор и члены его семьи могут жить, работать, вести собственный бизнес в любом месте на территории США;
- Инвестор и члены его семьи могут получать образование в США со скидками для резидентов США;
- Инвестор и члены его семьи через 5 лет после получения  вида на жительство при соблюдении требований законодательства, по желанию, могут стать гражданами США.
- В случае вложения в успешный проект, и таких примеров достаточно, инвестиции обычно возвращаются с процентами в течение 5-7 лет с даты инвестирования.

## Ограничения и требования
- Сумма инвестиций по программе EB-5 в проекты, расположенные не на целевых территориях, составляет минимум 1,8 млн долларов США.
- Сумма инвестиций по программе EB-5 через проекты Региональных центров, расположенные на целевых территориях, составляет 900 тыс. долларов США.
- На деньги инвестора должны быть созданы и сохраняться в течение 2 лет не менее 10 рабочих мест с полной занятостью. Члены семьи не считаются при подсчете созданных рабочих мест. Уровень заработной платы на созданных местах не может быть меньше среднего уровня по отрасли. При инвестировании в проект Регионального центра эти вопросы решаются центром.
- Основным требованием для одобрения петиции инвестора является предоставление полных, документально подтвержденных сведений об источнике происхождения средств, использованных для инвестиций. Программа EB-5 требует, чтобы средства были полностью легальными (заработанные с помощью коммерческой деятельности, полученные по договору дарения, через наследование, сбережения, заработную плату, продажу недвижимости и т. д.);
- Инвестиции должны быть совершены на условиях предпринимательского риска, это означает, что к участию в программе не принимаются проекты с абсолютной гарантией возврата капитала, однако это не исключает того, что заем, выданный застройщику за счет средств инвесторов, не может быть обеспечен, например, залогом земельного участка или строящимся объектом .
- К участию в программе EB-5 допускаются только те Региональные центры, которые были аккредитованы Службой гражданства и иммиграции США.
- Проекты, которые были предварительно одобрены ("exemplar approval") Службой гражданства и иммиграции США в части соответствия условиям программы, методике подсчета создаваемых рабочих мест, нахождения на целевой территории, считаются наименее рискованными для инвестирования.
- Вопреки распространенному заблуждению, прямое приобретение готовых или строящихся квартир или иных объектов в США, не считается инвестицией в смысле программы EB-5.

## Этапы оформления иммиграционной визы по программе EB-5
- Предварительная оценка кейса инвестора иммиграционным адвокатом
- Выбор проекта, перевод инвестиции в проект
- Иммиграционная петиция иностранного инвестора (форма I-526), включая  документы, подтверждающие легальность происхождения средств
- Рассмотрение и одобрение петиции Службой гражданства и иммиграции США
- Заявление на получение иммиграционной визы, назначение интервью в консульском учреждении США (если инвестор находится вне США) или заявление на изменение статуса  (форма I-485), если инвестор находится в США.
- Въезд в США, получение гринкарт (ВНЖ) инвестором и членами его семьи сроком на два года.
- Петиция инвестора (включая доказательства и подтверждающие документы) об отмене условности статуса постоянного жителя (форма I-829) по истечении 21-го месяца с даты выдачи первой гринкарт и получение постоянной гринкарты.

## Региональные Центры
Закон об ассигнованиях 1993 года внес поправки в программу EB-5 в целях создания пилотной программы иммиграции для иммигрантов - инвесторов, которая позволяет иностранным гражданам инвестировать через специальный экономический субъект, называемый региональным центром (РЦ). По смыслу закона РЦ должны способствовать экономическому росту, включая увеличение экспорта, повышение региональной производительности, создание рабочих мест и увеличение инвестиций в капитал. Частные организации или государственные субъекты могут подать заявку в Службу гражданства и иммиграции США (USCIS) на получение статуса РЦ. Инвестиции через РЦ дают иностранным инвесторам преимущество, позволяя учитывать прямо или косвенно созданные рабочие места для выполнения требования законодательства по созданию 10 рабочих мест. Пилотная программа региональных центров EB-5 была создана сроком на пять лет и с тех пор регулярно возобновляется.
Программа позволяет инвесторам соединять свои инвестиции с вложениям других инвесторов, как иммигрантов так и не имеющих иммиграционных намерений, в крупный, подготовленный региональным центром, проект, и учитывать созданные рабочие места для своей петиции.
РЦ - это аккредитованные Службой гражданства и иммиграции США организации, как правило, коммерческие, являющиеся посредниками, которые за вознаграждение связывают иностранных инвесторов с застройщиками или иными предпринимателями, ищущими более выгодные условия для финансирования своих проектов. Регулирование РЦ осуществляет Служба гражданства и иммиграции США, входящая в состав Министерства внутренней безопасности (Department of Homeland Security). По состоянию на 09.03.2020 года формально действует 722 региональных центра. Однако подавляющее большинство РЦ фактической деятельности не ведет.
К 2015 году программа РЦ  принесла экономике миллиарды долларов капитальных инвестиций и создала десятки тысяч рабочих мест по всей стране. К 2015 инвестиции через РЦ представляли более 95% всех инвестиций по программе EB-5. Инвесторы, использующие РЦ, освобождены от необходимости активного управления и администрирования предприятия, хотя потенциально они могут терять часть доходности, на которую они могли бы рассчитывать при создании собственного бизнеса.

## Список одобренных Службой гражданства и иммиграции Региональных Центров
Полный список одобренных Региональных центров и проектов опубликован на сайте USCIS. Данный список систематически обновляется и дополняется.
По состоянию на 08.05.2020 в этот список включен 1115  региональный центр.